# ریچارد تریوینو
ریچارد تریوینو (انگلیسی: Richard Trivino؛ زادهٔ ۵ ژوئن ۱۹۷۷) بازیکن فوتبال اهل فرانسه است.
از باشگاه‌هایی که در آن بازی کرده‌است می‌توان به باشگاه فوتبال متس اشاره کرد.
وی همچنین در تیم ملی فوتبال زیر ۲۱ سال فرانسه بازی کرده‌است.